# Flammer-Syndrom
Das Flammer-Syndrom ist ein im Wesentlichen durch Fehlregulationen der Blutversorgung, sogenannte vaskuläre Dysregulationen, gekennzeichneter Komplex klinischer Besonderheiten. Es kann sich in zahlreichen Symptomen wie bspw. kalten Händen und Füßen äußern. Es geht oft mit niedrigem Blutdruck einher und kann in bestimmten Fällen die Entstehung von Krankheiten wie z. B. einem Normaldruckglaukom begünstigen (prädisponieren). Das Flammer-Syndrom ist nach dem Schweizer Augenarzt Josef Flammer benannt und als Risikofaktor für bestimmte Krankheiten seit dem Jahr 2013 in der medizinischen Terminologie etabliert.

## Geschichte
Seit über 100 Jahren sind Vasospasmen (Einzahl: Vasospasmus) bekannt, unter anderem in der Netzhaut des Auges. Dies sind temporäre Einengungen von Arterien oder Arteriolen mit der Folge einer vorübergehenden Minderversorgung der entsprechenden Organe oder von Organteilen. Solche Spasmen können bei einem Menschen an verschiedenen Stellen im Körper auftreten; man spricht dann von einem Vasospastischen Syndrom. Später wurde erkannt, dass diese Spasmen in den Arterien meist lediglich ein Teil einer viel globaleren Fehlregulation der Blutgefäße sind. Diese Dysregulationen umfassen neben Spasmen auch inadäquate zu starke oder zu schwache Erweiterungen von Arterien, Venen und Kapillaren. Die Blutgefäße solcher Individuen reagieren auf Stimulationen ungenügend oder überschießend. Ist dies nicht durch andere Krankheiten bedingt, sondern durch eine Veranlagung, spricht man von einer primären vaskulärer Dysregulation (PVD). Interessanterweise ist eine PVD fast immer an weitere vaskuläre und nichtvaskuläre Symptome und Zeichen gekoppelt. Diesen gesamten Komplex (PVD und begleitende Symptomatik) nennt man heute das Flammer-Syndrom.

## Symptomatik
Die Kernsymptomatik des Flammer-Syndroms resultiert aus der Regulationsstörung der Blutversorgung, wobei die Symptome vom betroffenen Organ abhängen. Häufig sind kalte Hände oder Füße, ein tiefer Blutdruck, gelegentlich auch weiße und rote Flecken am Gesicht oder Hals und migräneartige Beschwerden oder ein Druckgefühl hinter dem Oberlid. Dazu kommen aber auch Symptome, die nicht direkt mit der Dysregulation der Blutgefäße zusammen hängen wie: Verlängerte Einschlafzeit, verminderter Durst, hohe Empfindlichkeit nicht nur auf Kälte, sondern auch auf Gerüche, Vibrationen, psychische Belastung oder auf gewisse Medikamente (z. B. Calciumantagonisten, Betablocker) etc. Schmerzen und Muskelverspannungen sind häufig. Menschen mit Flammer-Syndrom sind meist sehr exakt und im Berufsleben hochmotiviert und erfolgreich.
Wissenschaftliche Untersuchungen haben gezeigt, dass bei vielen Patienten mit einem Grünen Star (Glaukom) die Ursache in einer  Durchblutungsstörung von Sehnerv und Netzhaut liegt. Zahlreiche dieser Patienten mit Normaldruckglaukom haben eine Grundkonstitution, die dem Flammer-Syndrom entspricht. Einige seiner Merkmale wurden früher unter dem Begriff „Primäres Vaskuläres Dysregulations-Syndrom“ zusammengefasst.
Anzeichen des Flammer-Syndroms können sein:
- kalte Hände und/oder Füße
- arterielle Hypotonie
- niedriger Body-Mass-Index
- vermindertes Durstgefühl
- Verlängerung der Einschlafzeit
- erhöhte Empfindlichkeit: Schmerzempfindlichkeit, Geruchswahrnehmung, Empfindlichkeit auf bestimmte Medikamente
- Migräne
- Tinnitus
- reversible fleckförmige weiße oder rote Verfärbungen der Haut.[3]

Menschen mit Flammer-Syndrom reagieren typischerweise überschießend auf psychische oder physische Stimuli wie Stress oder Kälteeinwirkung. Das Flammer-Syndrom tritt bei folgenden Personengruppen häufiger auf: Frauen gegenüber Männern, Asiaten gegenüber Kaukasiern und bei Akademikern gegenüber Arbeitern, Menschen mit Indoor-Jobs gegenüber Menschen mit Outdoor-Jobs. Diese Menschen sind im Berufsleben meist hochmotiviert und brauchen länger zum Einschlafen.

## Krankheitswert
Ein Flammer-Syndrom zu haben bedeutet nicht zwingend krank zu sein – im Gegenteil: die meisten Betroffenen sind und bleiben gesund. Gewisse Krankheiten wie z. B. die Arteriosklerose und ihre Folgen sind wahrscheinlich sogar seltener. Aber andere Erkrankungen kommen häufiger vor. Am besten bekannt ist das Risiko für ein Normaldruckglaukom. Tritt ein Glaukomschaden trotz normalem Augendruck auf oder ist ein Glaukomschaden trotz normalisiertem Augendruck progredient, dann liegt häufig ein Flammer-Syndrom vor. In Augen mit Glaukom bei Flammer-Syndrom ist der Druck in den Venen der Netzhaut oft erhöht. Das Flammer-Syndrom kann aber auch die Entstehung anderer Augenerkrankungen begünstigen, dazu gehören Gefäßverschlüsse (insbesondere retinale Venenverschlüsse) bei noch relativ jungen Menschen oder die Retinopathia centralis serosa. Muskelkrämpfe und Verspannungen sind häufig. Tinnitus und gelegentlich sogar Hörstürze können auftreten. Es gibt Hinweise darauf, dass das Flammer-Syndrom offenbar bei Patienten mit Retinopathia pigmentosa häufiger ist und der Gefäßfaktor Endothelin-1 hier möglicherweise eine Rolle spielt. Auch wird bei Menschen mit Flammer-Syndrom eine veränderte Genexpression in den Lymphozyten beschrieben.
Jenseits der Neigung von Menschen mit Flammer-Syndrom zu diesen Augenerkrankungen sind in jüngster Zeit Assoziationen mit Allgemeinleiden beschrieben worden. In einer Studie mit 58 Multiple-Sklerose-Patienten und 259 gesunden Kontrollpersonen wurden sechs von fünfzehn Symptomen des Flammer-Syndroms von den MS-Patienten statistisch signifikant häufiger angegeben, sieben weitere Symptome traten bei den Betroffenen häufiger auf, ohne dass der Unterschied zur Kontrollgruppe statistische Signifikanz erreichte. Eine ähnlich auffallende Häufung von Anzeichen eines Flammer-Syndroms wurde bei Befragung von Patientinnen mit Brustkrebs gefunden. Elf der 15 angefragten Symptome wurden von den Patientinnen weitaus öfter zu Protokoll gegeben als von gesunden gleichaltrigen Frauen, vor allem ein Kältegefühl bei ruhigem Sitzen, kalte Extremitäten, niedriger Blutdruck, Kopfschmerzen, Tinnitus, Hautflecken. Zwei Subgruppen der Patientinnen mit Mammakarzinom, jene mit Her2-Status (human epidermal growth factor receptor type 2) und jene mit einem triple-negativen Karzinom, gaben weit überdurchschnittlich oft an, in ihrer Jugendzeit sehr schlank gewesen zu sein – eines der wichtigsten Charakteristika des Flammer-Syndroms in Gemeinschaft mit gestörter Wärmeregulation und niedrigem Blutdruck.

## Risikofaktoren
Menschen mit Flammer-Syndrom haben fast immer Vorfahren, die schon am gleichen litten. Eine genetische Veranlagung ist also offensichtlich. Es ist deutlich häufiger bei Frauen als bei Männern und die Symptome nehmen während der Pubertät zu und im Alter ab, bei den Frauen v. a. nach der Menopause. Die Hormone spielen also wahrscheinlich eine Rolle. Das Flammer-Syndrom ist zudem häufiger bei Akademikern als bei Handwerkern und häufiger bei Menschen die im Hause arbeiten als bei Menschen mit Arbeiten im Freien. Möglicherweise spielt das Licht eine Rolle. Weiter ist das Syndrom häufiger bei Menschen mit niedrigem Body-Mass-Index (BMI) als bei Menschen mit hohem BMI. Liegt eine entsprechende Veranlagung vor, dann können gewisse Triggerfaktoren die Symptome provozieren oder verstärken. Zu diesen Auslösern gehören: Kälte, mechanischer oder emotioneller Stress, Nahrungskarenz, rascher Aufstieg auf größere Höhen (Höhenkrankheit) oder gewisse Medikamente wie z. B. Adrenalin. Auch eine Migräne kann die Symptome hervorrufen oder verstärken. Menschen mit Flammer-Syndrom sind meist sehr beweglich. Wird der Sport übertrieben (z. B. zu intensives Joggen) dann kann die Symptomatik gesteigert werden.

## Diagnose
Die Diagnose oder zumindest die Vermutung eines Flammer-Syndroms wird vor allem aufgrund der Anamnese mit den typischen Merkmalen gestellt. Falls nötig und erwünscht, kann die Diagnose mit Tests gesichert werden. Eine Methode ist die Nagelfalzkapillarmikroskopie. Bei dieser Untersuchungsmethode zeigen die kleinsten Blutgefäße (Kapillaren) in den Fingern eine überschießende Verengung (Vasokonstriktion) als Reaktion auf eine Kältestimulation. Eine weitere Möglichkeit ist die Retinale Gefäßanalyse: Wird die Netzhaut mit Flickerlicht stimuliert, so erweitern sich beim Gesunden die Arterien und die Venen. Bei Menschen mit Flammer-Syndrom ist diese Antwort vermindert oder fehlt ganz. Weitere Möglichkeiten bieten Labortests wie zum Beispiel die Analyse der Genexpression in den Lymphozyten.

## Therapie
Das Flammer-Syndrom bedarf keiner Therapie, solange Betroffene nicht unter ihren Symptomen leiden oder krankhafte Folgeerscheinungen auftreten. Die Behandlung beruht auf drei Säulen: a) Lifestyle-Interventionen, b) Ernährung und c) Medikamente. Zum Lifestyle gehört regelmäßiger Schlaf, eine Gewichtsstabilisierung (im Sinne von: nicht untergewichtig sein), das Vermeiden von Fastenperioden oder die Vermeidung von bekannten Triggerfaktoren wie z. B. Kälte. Regelmäßige körperliche Bewegung ist förderlich, zu extremer Sport aber ungünstig. Die Ernährung sollte möglichst antioxidativ sein. Dazu gehören Grüntee, schwarzer Filterkaffee, Rotwein, blaue Beeren und Früchte etc. Omega-3 Fette, v. a. in Form von Fisch verbessern die Regulation der Durchblutung. Ist der Blutdruck tief, so sollte die Salzeinnahme gesteigert werden. Bei den Medikamenten sollten solche vermieden werden, die zu einer Gefäßengstellung führen können. Ist der Blutdruck zu tief, so sollten auch Schlafmittel nur vorsichtig genommen werden. Magnesium und niedrig dosierte Kalziumantagonisten können gegen die vaskulären Dysregulationen helfen.
Eine ärztliche Behandlung ist notwendig, wenn beispielsweise ein Normaldruckglaukom vorliegt. In diesen Fällen sollte neben der augenärztlichen Glaukomtherapie vor allem eine Einstellung des bei den Patienten fast immer zu niedrigen Blutdrucks durchgeführt werden. Mit diätetischen Maßnahmen, zum Beispiel salzreiche Kost, gelegentlich auch mit niedrig dosierten Mineralokortikoid-Steroiden versucht man ein Absinken des Blutdrucks – vor allem im Schlaf – zu reduzieren, da dies den Sehnervenkopf nachhaltig schädigen kann. Weiter wird bei diesen Menschen die Gefäßfehlregulation durch hochdosiertes Magnesium und/oder sehr tief dosierte Kalziumkanalblocker verringert. Dann sinkt meist auch der erhöhte retinale Venendruck.